# 旭南 (秋田市)
旭南（きょくなん）は、秋田県秋田市にある地域。郵便番号は010-0925。旭南一丁目から旭南三丁目までの3町で構成される。

## 地理
北西に旭南一丁目、北東に旭南二丁目が並び、東西に延びる秋田市道旭南楢山線（馬口労町通り、羽州街道と羽州浜街道の合流点）を挟んで南側に旭南三丁目が位置する。北は秋田市道を挟んで大町と旭北（旭北錦町）、西は秋田県道56号秋田天王線（新国道）を挟んで川元（川元開和町・川元むつみ町・川元小川町）と接する。南東境に旭川が流れ、旭川を挟んでそれぞれ東に楢山（楢山登町・楢山川口境）、南に茨島と接する。
地域のほとんどが住宅地だが、新国道には商業施設も並んでいる。馬口労町通りには旧松倉家住宅（秋田県指定有形文化財）や旭南高砂堂（菓子店）、秋田市立旭南小学校などがある。

### 河川
- 旭川

## 歴史
大町と同じく久保田城の外町（町人町）として作られ、馬口労町は船着き場（刈穂橋付近）として賑わいを見せ、馬牛市も行われ、関東方面からも博労が訪れていた。津軽候や松前候が参勤交代の時に、次の宿まで荷物を運ぶための馬を出す伝馬役も請け負っていた。弘前藩の飛脚宿と御使者宿を兼ねた旅籠「津軽屋」もあった。江戸時代中期からは草市が開かれ、お盆で使用する野菜、漬け物、餅、下駄、皿などの商品が売られていた。現在の商業の中心は秋田県道56号秋田天王線（新国道）沿いに移っている。

### 沿革
- 1629年（寛永6年） - 寺内前城から移住し、馬口労町が形成される[6]。
- 1672年（寛文12年） - 馬口労町に馬宿が設置される[6]。
- 1889年（明治22年）4月1日 - 市制・町村制施行に伴い、旧城下町が秋田市の一部に、農村部は南秋田郡川尻村の一部になる。
- 1900年（明治33年）8月1日 - 秋田馬喰町郵便受取所が開設[7]。
- 1906年（明治39年）1月1日 - 秋田馬喰町郵便局が秋田馬口労町郵便局に改称[8]。
- 1910年（明治43年）12月11日 - 秋田馬口労町郵便局にて電話通話事務を開始[9]。
- 1912年（明治45年）2月16日 - 秋田馬口労町郵便局にて電信事務を開始[10]。
- 1926年（大正15年）4月1日 - 川尻村が秋田市に編入される。
- 1930年（昭和5年）12月20日 - 第四十八銀行馬口労町出張所が開業[11]。
- 1965年（昭和40年）4月1日 - 住居表示実施に伴い、旭南3町が成立。
- 1969年（昭和44年）4月1日 - 秋田馬口労町郵便局が秋田旭南郵便局に改称。
- 2023年（令和5年）
  - 3月21日 - 4年越しの修復工事を終え、旧松倉家住宅が開館[12]。穂積志市長など関係者約40人が参加し、記念式典を挙行[12]。
  - 7月10日 - 秋田銀行馬口労町支店が、ブランチインブランチ方式により同行本店営業部に移転[13]。

### 町名の変遷
以下はすべて住居表示実施に伴う変更。「実施前」は全域と明記しないものは各町・字ともその一部。
| 実施後     | 実施年月日     | 実施前                                      |
| ---------- | -------------- | ------------------------------------------- |
| 旭南一丁目 | 昭和40年4月1日 | 川口上裏町 かわぐちかみうらまち             |
| 旭南一丁目 | 昭和40年4月1日 | 川尻町字カイハ かわしりまち あざかいは      |
| 旭南一丁目 | 昭和40年4月1日 | 鉄砲町 てっぽうまち                         |
| 旭南一丁目 | 昭和40年4月1日 | 寺町 てらまち                               |
| 旭南一丁目 | 昭和40年4月1日 | 馬口労町 ばくろうまち                       |
| 旭南一丁目 | 昭和40年4月1日 | 室町 むろまち                               |
| 旭南二丁目 | 昭和40年4月1日 | 鍛冶町上川反（全域） かじまちかみかわばた   |
| 旭南二丁目 | 昭和40年4月1日 | 鍛冶町下川反（全域） かじまちしもかわばた   |
| 旭南二丁目 | 昭和40年4月1日 | 上鍛冶町 かみかじまち                       |
| 旭南二丁目 | 昭和40年4月1日 | 酒田町（全域） さかたまち                   |
| 旭南二丁目 | 昭和40年4月1日 | 四十間堀川反（全域） しじっけんぼりかわばた |
| 旭南二丁目 | 昭和40年4月1日 | 四十間堀町 しじっけんぼりまち               |
| 旭南二丁目 | 昭和40年4月1日 | 下鍛冶町（全域） しもかじまち               |
| 旭南二丁目 | 昭和40年4月1日 | 城町（全域） じょうまち                     |
| 旭南二丁目 | 昭和40年4月1日 | 新城町（全域） しんじょうまち               |
| 旭南二丁目 | 昭和40年4月1日 | 誓願寺門前町 せいがんじもんぜんまち         |
| 旭南二丁目 | 昭和40年4月1日 | 馬口労町 ばくろうまち                       |
| 旭南二丁目 | 昭和40年4月1日 | 室町 むろまち                               |
| 旭南三丁目 | 昭和40年4月1日 | 上川口（全域） かみかわぐち                 |
| 旭南三丁目 | 昭和40年4月1日 | 川口上裏町 かわぐちかみうらまち             |
| 旭南三丁目 | 昭和40年4月1日 | 川口下裏町 かわぐちしもうらまち             |
| 旭南三丁目 | 昭和40年4月1日 | 川口新町 かわぐちしんまち                   |
| 旭南三丁目 | 昭和40年4月1日 | 川尻町字下田 かわしりまち あざしもだ        |
| 旭南三丁目 | 昭和40年4月1日 | 中川口（全域） なかかわぐち                 |
| 旭南三丁目 | 昭和40年4月1日 | 馬口労町 ばくろうまち                       |

## 教育

### 学区
地区内のほぼ全域が、秋田市立旭南小学校・秋田市立秋田南中学校の学区に指定されている。
旭南一丁目の一部は秋田市立旭北小学校・秋田市立山王中学校の学区で、秋田市立旭南小学校・秋田市立秋田南中学校へ指定変更が可能になっている。

## 施設

### 旭南一丁目

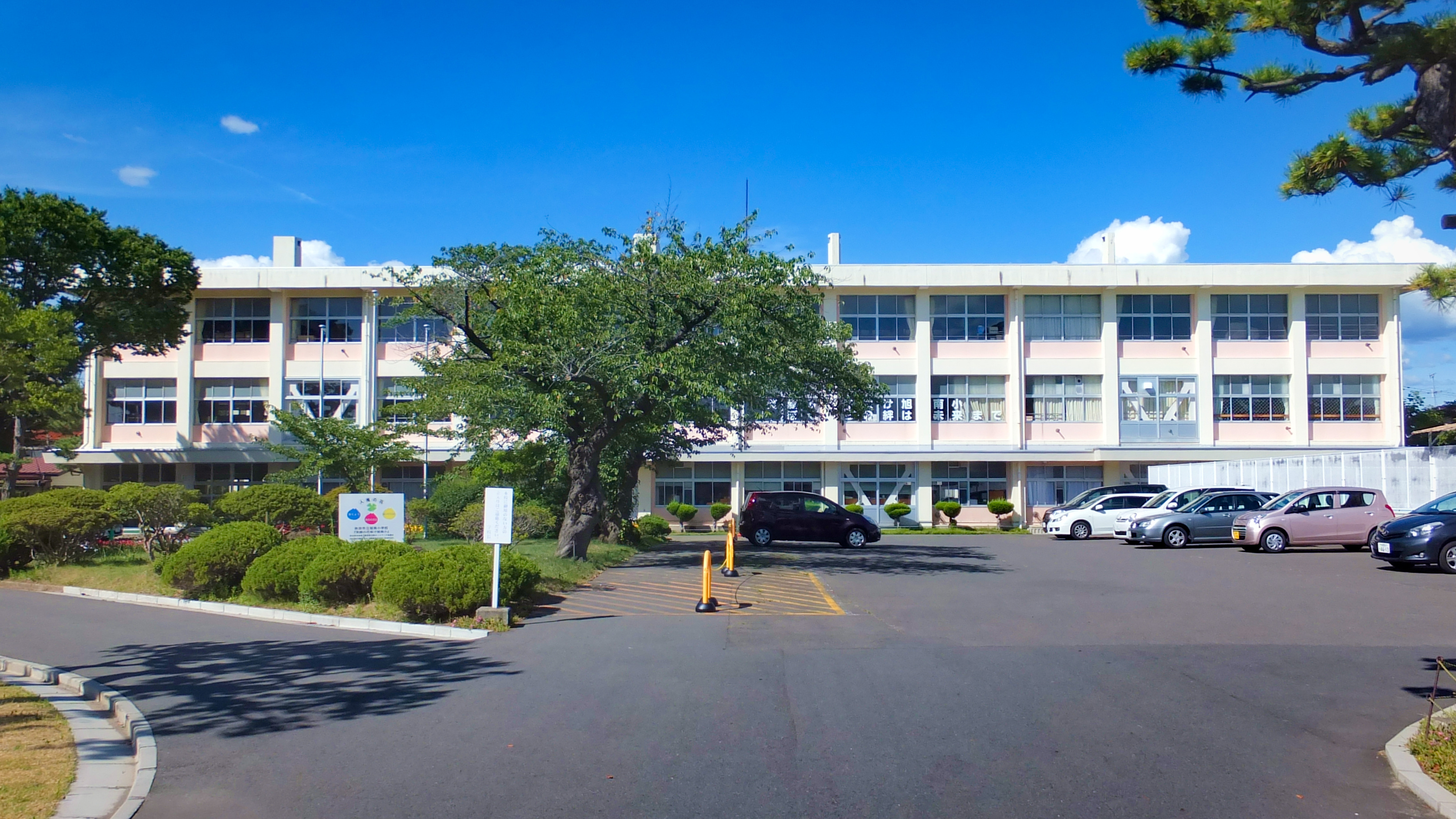
秋田市立旭南小学校
- ジェイマルエー旭南店
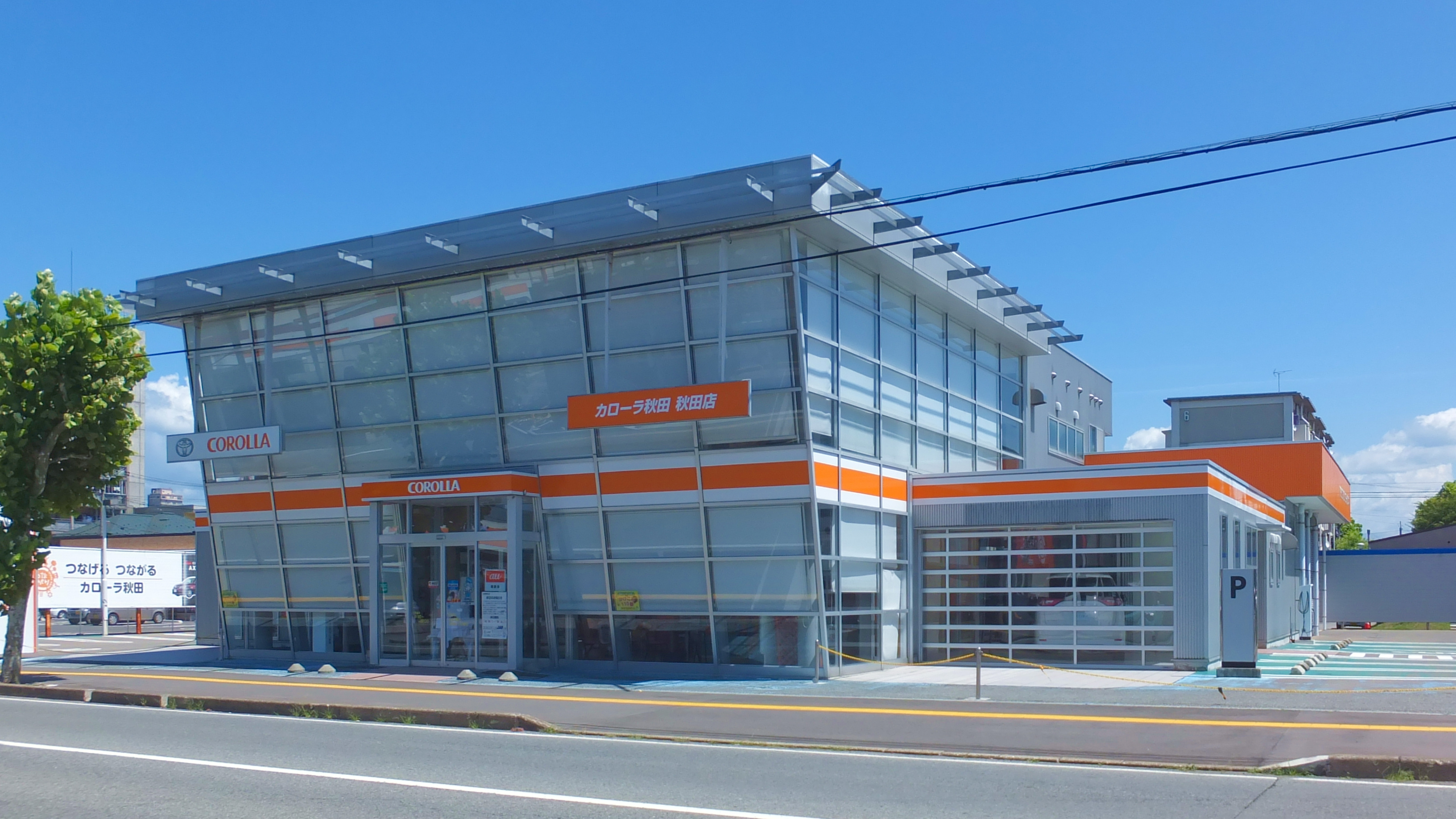
トヨタ・カローラ秋田秋田店
- セブンイレブン秋田旭南1丁目店[15]
- バーミヤン秋田旭南店
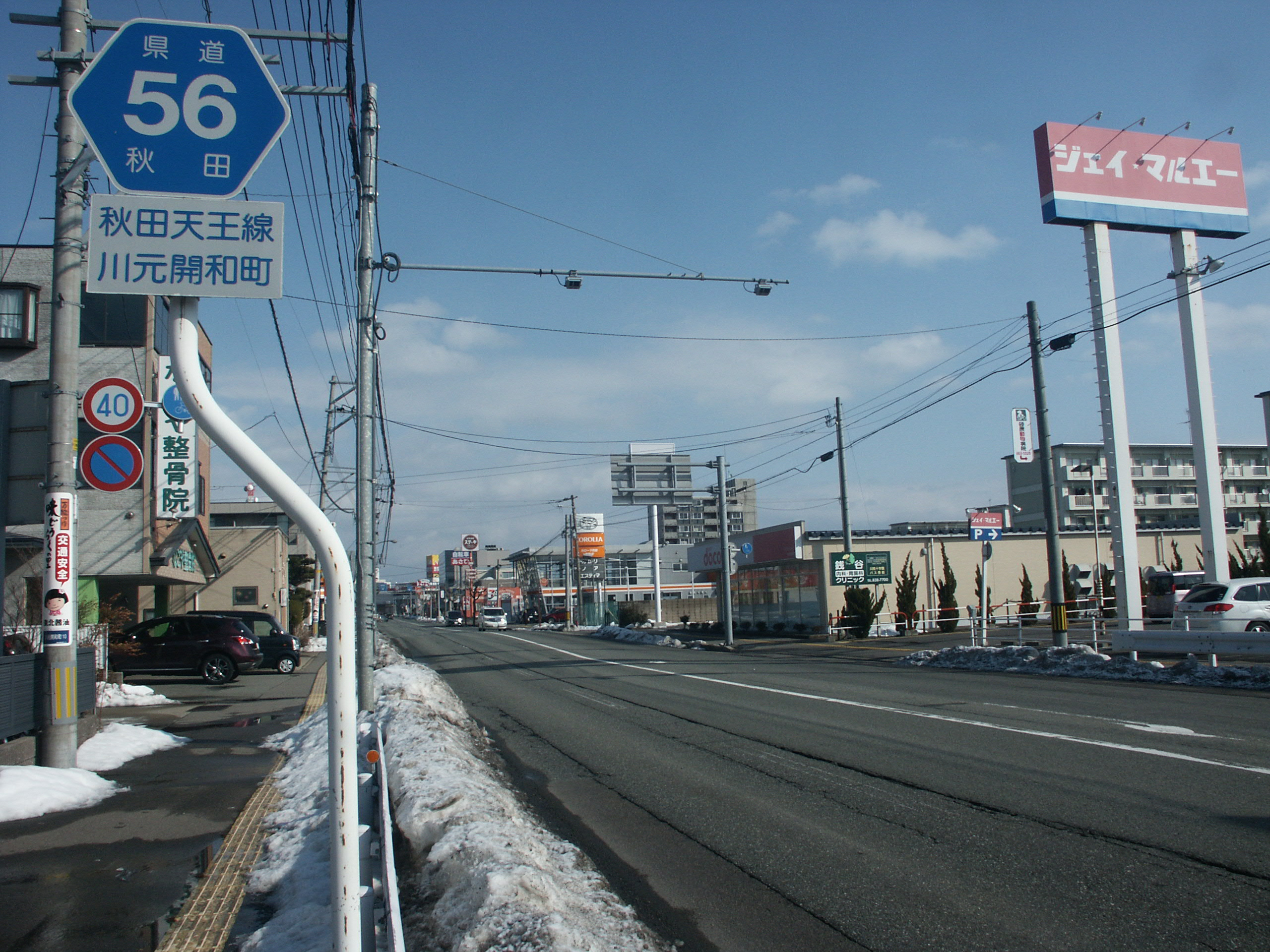
サイクルベースあさひ秋田旭南店
- 秋田ベルコ会館
- ドコモショップ秋田旭南店
- 旭南高砂堂
- 秋田聖徳会養護老人ホーム
- 秋田聖徳会第一ルンビニ園
- 誓願寺
- 應供寺
- 馬口労町稲荷神社

- 旭南小学校
- カローラ秋田秋田店
- ジェイマルエー旭南店

### 旭南二丁目
- 秋田旭南郵便局[16]
- 旧松倉家住宅
- 博進堂

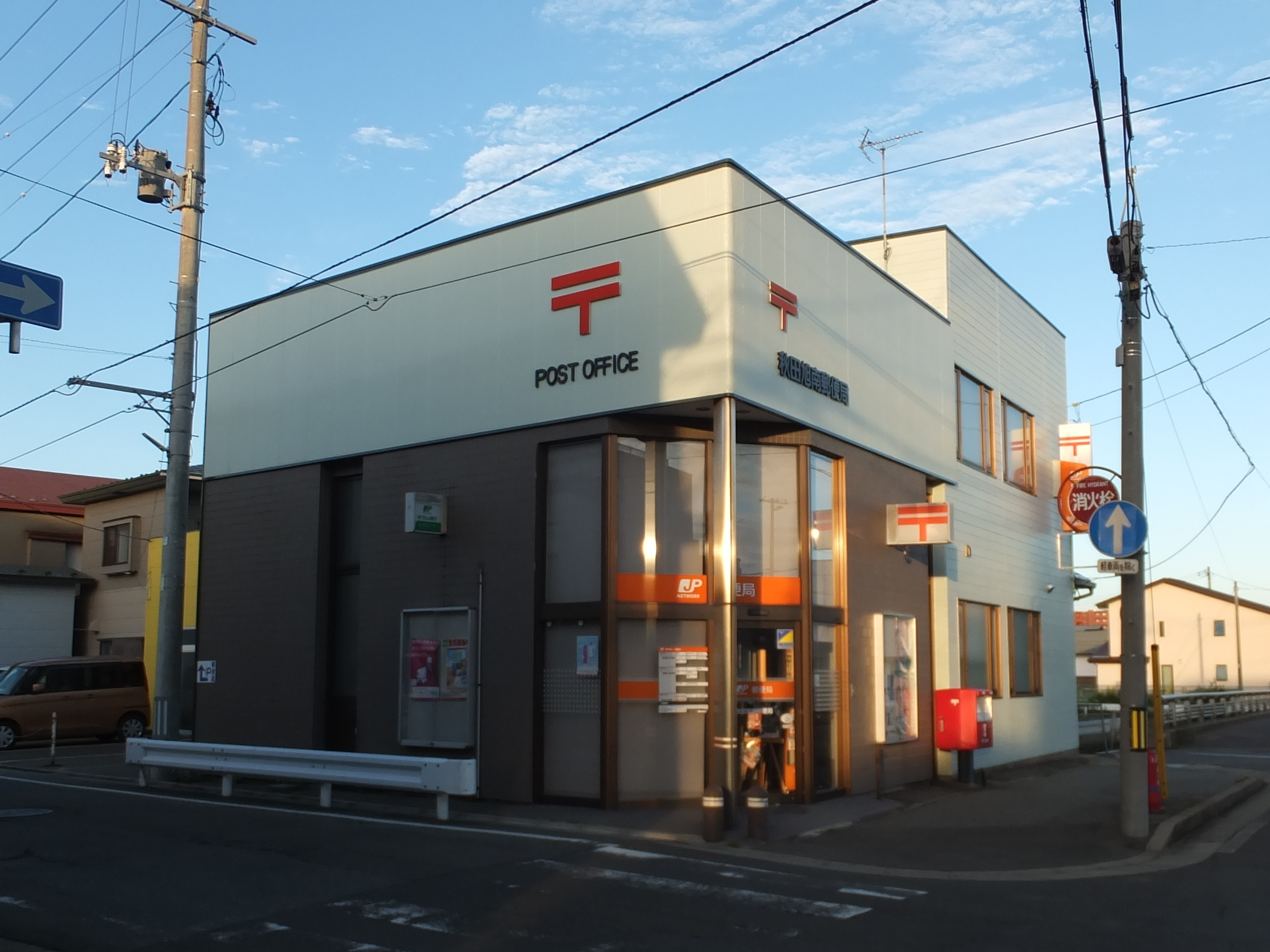
秋田旭南郵便局

### 旭南三丁目
- ゲオ秋田旭南店
- COSMOトシオSS
- ENEOSEneJetDr.Driveセルフ秋田旭南店
- 青いポスト21
- 秋田市個人タクシー協同組合
- 酒の英雄

### 廃止された施設
- 秋田銀行馬口労町支店（旭南三丁目）

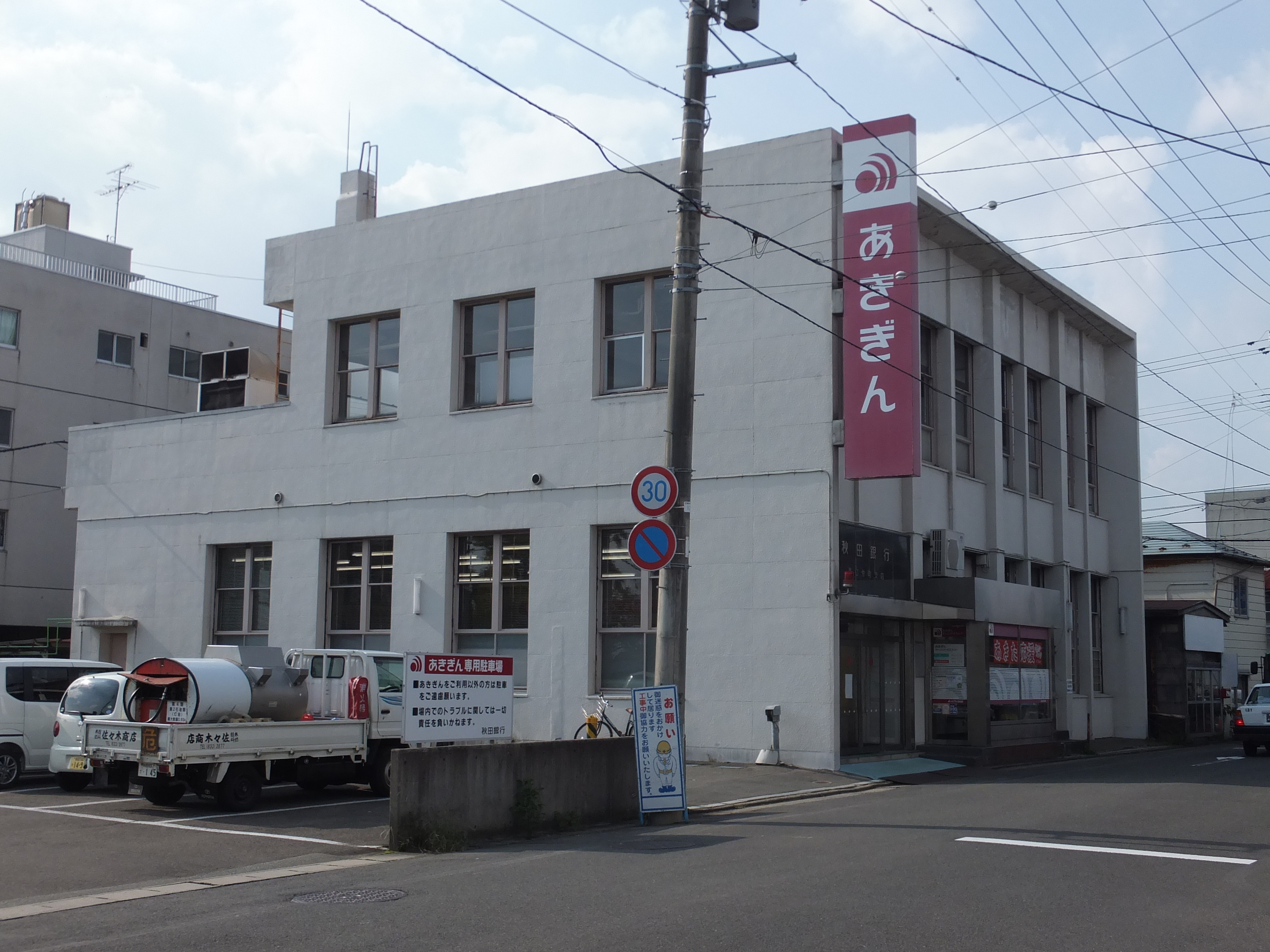
秋田銀行馬口労町支店

## 交通

### 鉄道
地区内に鉄道は通っていない。最寄り駅は牛島西一丁目にあるJR東日本羽越本線の羽後牛島駅。

### バス
- 秋田中央交通
  - 系統152｜新港線（飯島北発南高校前着） - 平日のみ
    - （長崎屋バスターミナル） - 川元開和町 - 川元むつみ町 - 川元小川町 - （茨島）

  - 系統153｜新港線（西部サービスセンター・土崎駅前発着） - 平日のみ
    - （長崎屋バスターミナル） - 川元開和町 - 川元むつみ町 - 川元小川町 - （ハローワーク秋田前）

  - 系統710｜新屋線（秋田駅西口・西部サービスセンター発着）
  - 系統711｜新屋線（秋田駅西口発新屋高校前着） - 平日のみ
  - 系統712｜新屋線（秋田駅西口・大森山動物園発着）
  - 系統600｜茨島環状線（大町回り） - 平日のみ
  - 系統601｜茨島環状線（茨島回り） - 平日のみ
    - （大町五丁目） → 旭南二丁目 → 旭南三丁目 → 川口 → 川元小川町 → （ハローワーク秋田前）
    - （ハローワーク秋田前） → 川元小川町 → 川口 → 旭南三丁目 → 旭南二丁目 → 大町六丁目 → （大町五丁目）

  - 系統700｜川尻割山線（船場町経由）
  - 系統701｜川尻割山線（松美ガ丘経由）
    - （大町五丁目） - 大斐寺前 - （川元開和町）

### 道路
- 秋田県道56号秋田天王線（新国道）
- 秋田市道旭南楢山線（馬口労町通り、羽州街道・羽州浜街道）
  - 刈穂橋
- 秋田市道旭南保戸野線

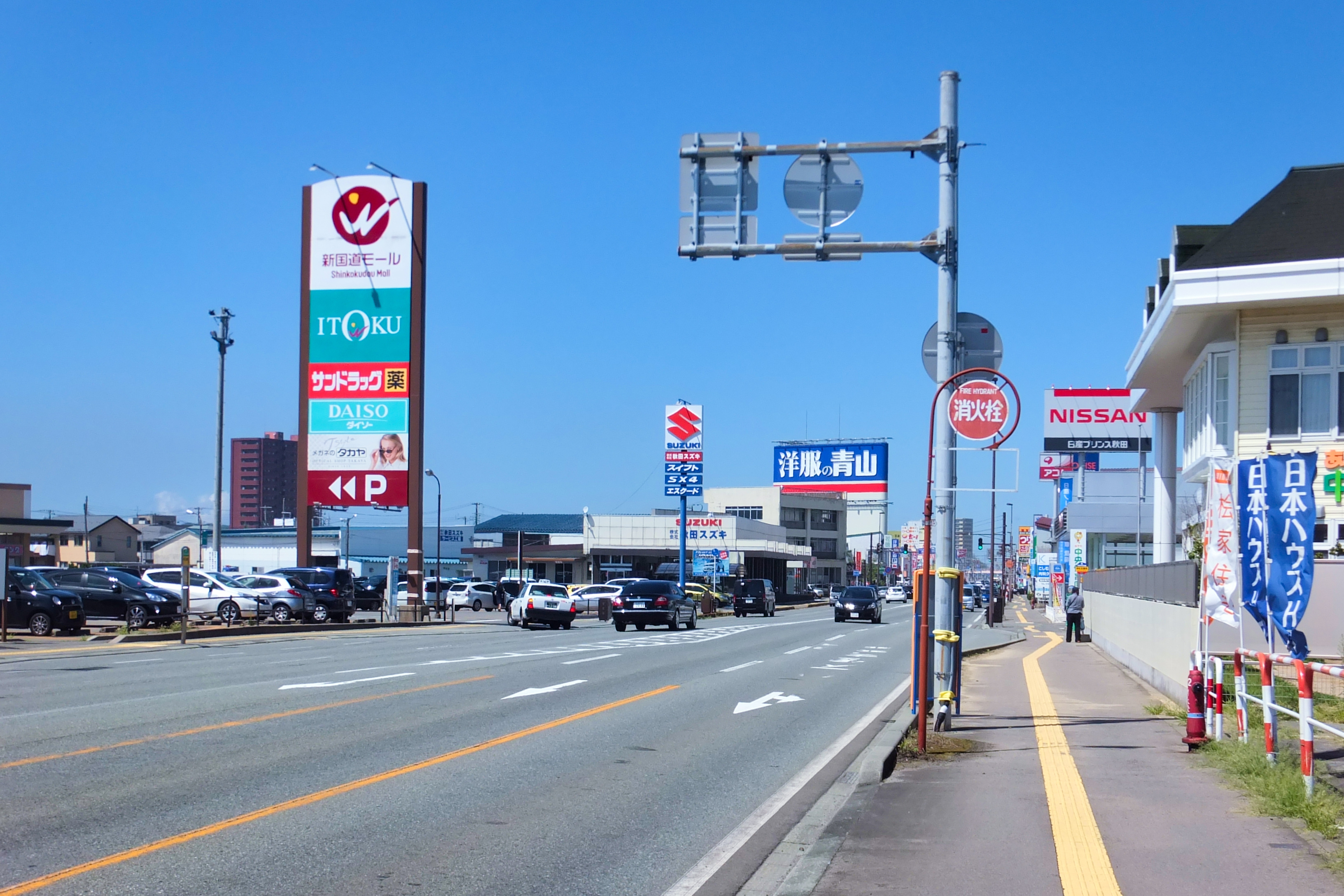
新国道

## 著名出身者
- 椎名恵 (パーソナリティ)